# Arber Group
Arber Fashion Group — найбільший в Україні національний fashion-холдинг, до складу якого входять торгова мережа магазинів чоловічого одягу Arber, Gregory Arber, торгова мережа F'91 та Кокон — найбільший в Одесі універмаг модного одягу провідних світових брендів. Заснована Григорієм Арбером. Володіє, зокрема брендами Gregory Arber, Arber, F'91 та 6-ма швейними фабриками по всій Україні

## Історія
Arber — перший і ключовий бренд Arber Fashion Group. Мережа Arber представлена по всій Україні в кращих торгових центрах країни, кількість магазинів у 2017 році — 105.
Історія Arber почалася в Одесі, в той самий момент, коли його засновник, Григорій Арбер, вручну зшив собі першу брючні пару для випускного вечора.

## Історія Arber в цифрах
1990—1997 — Григорій Арбер працює у власному ательє з пошиття чоловічих костюмів, які користуються величезною популярністю в Одесі.
2000 р — З'явилися перші костюми з етикетками Gregory Arber.
2001 р — Запуск роздрібної мережі Arber.Перший магазин відкритий в Одесі, на вулиці Катерининській.
2002 р — Побудована перша швейна фабрика в Одесі.
2002—2003 р — Відкриття перших магазинів в Харкові і Дніпропетровську.
2004 р — Відкриття 30-го магазину «Arber».
2005 р — Відкриття другої фабрики в Одесі.
2007 р — Створена нова фабрика в Тульчині. Arber отримав звання "Бренд року ".
2008 р — Мережа налічує вже 50 магазинів.
2009—2015 р — Запуск і розвиток casual колекції.
2015 р — Мережа покриває 100 % Україна. Arber отримав звання «Краща роздрібна мережа чоловічого одягу».
2016 р — Відкриття фабрик в Нікополі, Вознесенську, Теплодарі.
2017 р — Більш 105 магазинів роздрібної мережі по всій Україні.

## Бренди та підприємства
- Arber — бренд ділового та класичного чоловічого одягу, у 2017 році мережа представлена 105-ма магазинами в Україні
  - Gregory Arber — лінія преміального-ділового одягу, що включає костюми та сорочки
  - Arber — лінія ділового одягу та одягу у стилі casual
  - 6 швейних фабрик по Україні F'91- бренд модного повсякденного одягу, а також власний бренд мережі мегасторів. Це торговельний простір, де представлені колекції під власним брендом F'91 та одяг, взуття і аксесуари від провідних українських виробників, брендів і молодих українських дизайнерів Одяг виробляється на власних українських фабриках. F — означає фабрика, а «91» додано на честь року, з якого розвивається фабричне виробництво незалежної України.